# Jamnagar
Jamnagar este un oraș în India.